# پردیس پزشکی دانشگاه بوستون
پردیس پزشکی دانشگاه بوستون یکی از دو پردیس دانشگاه بوستون است که در ناحیه جنوبی بوستون قرار گرفته است. دانشکده‌های پزشکی، دندانپزشکی و بهداشت در این پردیس قرار گرفته‌اند.

## دانشکده‌ها
- دانشکده پزشکی
- دانشکده بهداشت
- دانشکده دندانپزشکی

## پژوهشکده‌ها و مراکز تحقیقاتی
- مرکز تحقیقات آلزایمر
- مرکز تحقیقات سرطان
- مرکز تحقیقات شنوایی